# آباي
آباي (بالكازاخية: Абай) (بالروسية: Абай)، هي مدينة في وسط كازاخستان، وتقع في أوبليس كراغندي. وهي عاصمة مقاطعة آباي منذ عام 2002.
التاريخ
تم إنشاء آباي في عام 1949 كمستوطنة لعمال منجم لاستخراج الفحم، تحت اسم شيروباي-نورا (بالكازاخية: Шерубай-Нұра) (بالروسية: Чурубай-Нура).
في عام 1961، أخذت المدينة الاسم الحالي آباي، تكريما لآباي كونانباييف، وهو شاعر كازاخي وملحن وفيلسوف أيضا.

## السكان
تعداد 2009 (25550 نسمة) بين أن عدد سكانها في تراجع مقارنة بعام 1999 (33066 نسمة).

## أعلام
- سريك سابييف
- هاينريش بوبوف
- أبلايخان زوسوبوف
- أوليغ ماسكايف
- دانيار مونايتابسوف